# Leandro Crozat Sempere
Leandro Lesmes Crozat Sempere (Alcoy, 1824) fue un fotógrafo e inventor español.

## Biografía
Leandro Crozat inventó junto a su hermano Nicolás una técnica fotográfica nueva, con el nombre de sistema Crozat, que supuso la principal aportación española a las técnicas fotográficas del siglo XIX. El nuevo sistema se popularizó en España y en diversos países de Europa y América. Solicitaron la patente desde Sevilla el 10 de septiembre de 1862.
Vivió en Alcoy hasta 1856, hasta los 32 años, época en la que probablemente se marchó a Valencia y luego a Sevilla, ciudad en la que su hermano Nicolás se había establecido como fotógrafo ese mismo año. Entre 1866 y 1868, no se puede datar con certeza, abre un estudio fotográfico en Alcoy, junto a su hermano Nicolás, que había regresado de Sevilla. En 1868 es probable que ejerciese como director de una fábrica de azúcar en Badalona (Barcelona).
En 1869 emprendería un periplo por América que le llevaría a Argentina, constando en el padrón de Buenos Aires en 1869, posteriormente explotando territorios agrícolas en la Patagonia, terrenos que le fueron concedidos por el estado argentino pero que más tarde le serían retirados por un conflicto territorial con Chile. En 1872 creará en Buenos Aires, junto con compañeros argentinos, la sociedad espiritista "Amor al prójimo" de la cual ocupará el cargo de presidente en 1873.
En 1880 ejerce la gerencia del Centro Industrial Argentino, una fábrica de azúcar. El 9 de octubre de 1880 es nombrado vicecónsul de la República Argentina en Valparaíso (Chile), pasando a formar parte del cuerpo diplomático argentino. El 16 de agosto de 1882 renunció al cargo. En esos años, en Valparaíso se tiene noticia de una tienda llamada Hermanos Crozat, que posiblemente fundó con su hermano Nicolás.
Su último trabajo conocido es el de jefe de la sección de lectura a domicilio de la Biblioteca Nacional de Chile en 1888, en donde conoció y tuvo a sus órdenes al político y futuro presidente chileno, Arturo Alessandri Palma. Permaneció en el cargo al menos hasta finales de 1890.
Por parte de padre, el apellido Crozat era de origen francés, aunque su familia llevaba varias generaciones asentada en la ciudad de Alcoy. En la actualidad, aun se desconoce su lugar y fecha de fallecimiento, aunque es probable que falleciese en Chile, dado que su último dato biográfico conocido data de este país y no hay dato alguno de que regresara a España y a su Alcoy natal.